# مسجد عداس
مسجد عداس، يعتبر من المساجد الأثرية في مدينة الطائف.

## موقع المسجد
يقع في أعالي عين المثناة بالقرب من بستان الشريف حيث يقع في داخل حديقة عداس التي تبعد قرابة العشرين دقيقة عن الطائف.

## سبب التسمية

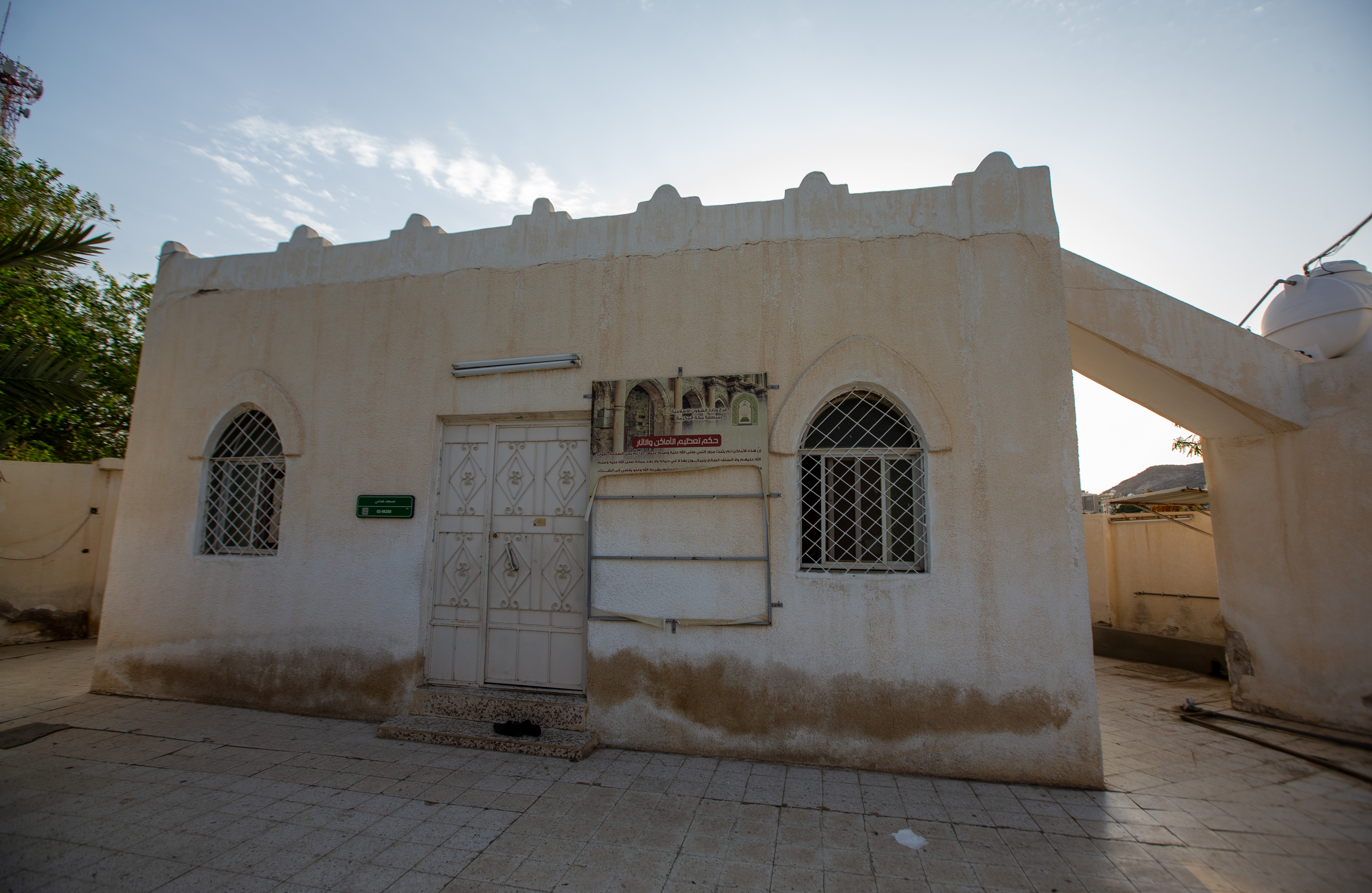
المدخل إلى المسجد

سُمي المسجد بهذا الاسم نسبةً إلى عداس الذي أسلم وصلى مع النبي صلى الله عليه وسلم في هذا المكان وتحول بعد ذلك إلى مسجد حمل أسمه.، وكان عداس نصراني، وهو مولى عتبة بن ربيعة.، وقد قطف عداس العنب للنبي بعد خروجه من الطائف لمعارضة أهلها لدعوته.، وقد قال خير الدين الزركلي في كتابه ما رأيت وما سمعت نقلاً عن الميورقي:«أن هذا المسجد أُقيم في المكان الذي آوى إليه النبي صلى الله عليه وسلم وأسلم به عداس ودفن به وقد وقف له أحد أهل الخير بستاناً لخدمته».

## مسميات المسجد
البعض يُطلق عليه «مسجد الريع»، أما أدباء الطائف؛ فيطلقون عليه اسمه القديم «مسجد عداس».

## بناء المسجد
يتسم المسجد بصغر المساحة، وتم تجديده في السنوات الأخيرة، ولهُ منبر يقع على يمين المحراب، كما عُملت له مئذنة.

## انظر ايضاً
- مدينة الطائف
- مسجد الكوع

## وصلات خارجية
- المساجد الأثرية تحكي تاريخ الطائف.